# Sikorsky CH-53
O CH-53 Sea Stallion é um helicóptero desenvolvido pela Marinha dos Estados Unidos, utilizado principalmente como um helicóptero embarcado de assalto. Ele foi aposentado na marinha americana em 2012, após quase 50 anos de serviço. Ele ainda está voando nas forças aéreas de vários outros países, inclusive na Alemanha.

## Características
Com uma velocidade máxima de 315 km/h, teto de 6.400 metros e alcance de 1.640 km (versões A/D).
Pode transportar até 38 soldados totalmente equipados ou 3630 kg de carga. Pode levar uma carga alternativa que varia, podendo ser de dois veículos leves, dois mísseis de infantaria Hawk ou um obus de 105 mm.
Nos Estados Unidos, era utilizado a bordo dos navios de assalto das Classes Tarawa e Iwo Jima e, alternativamente dos grandes porta-aviões norte americanos, como os utilizados a partir do porta-aviões USS Nimitz (CVN-68), na fracassada tentativa de resgate dos reféns americanos no Irã.

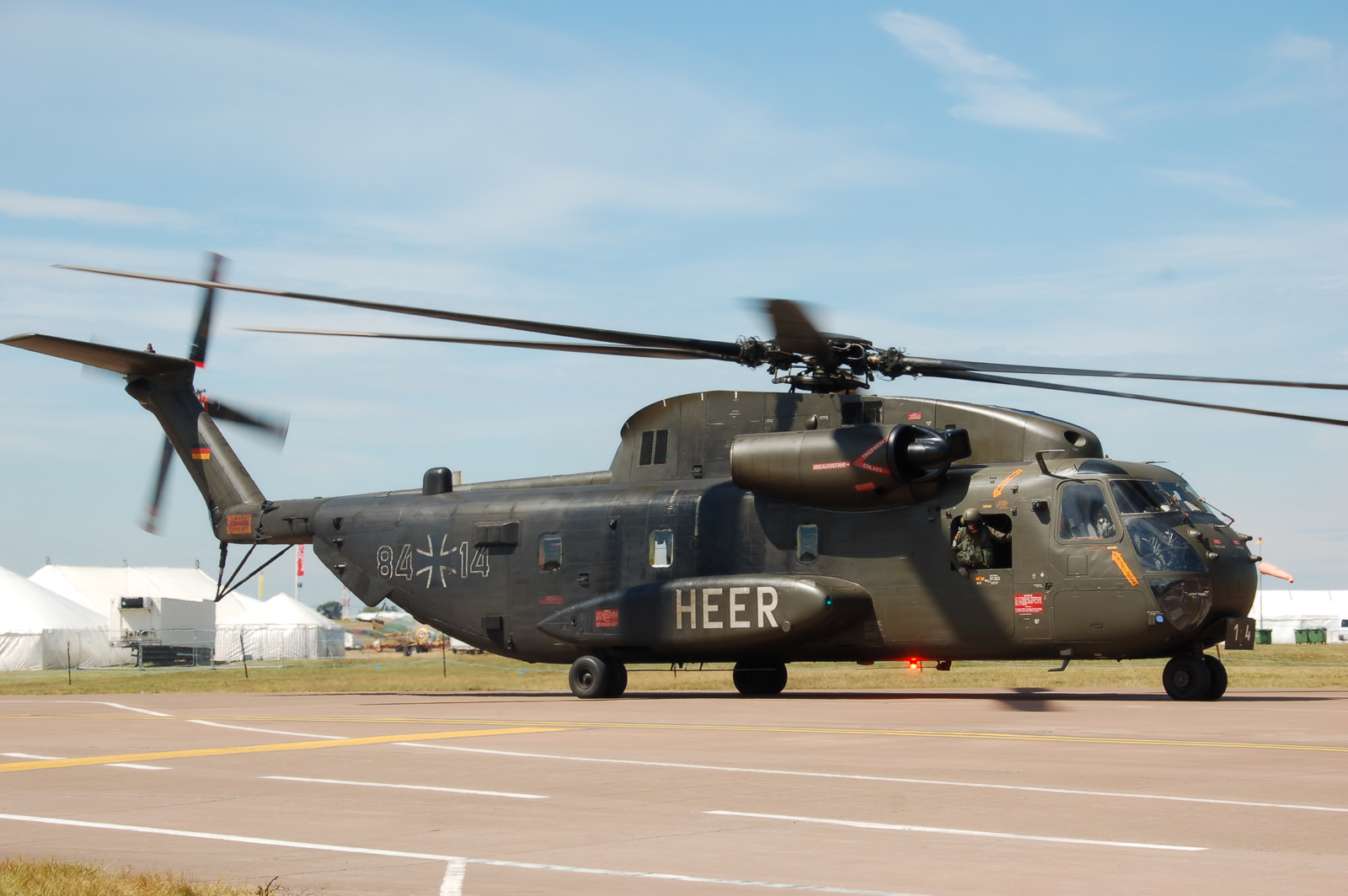
Um CH-53G Stallion a serviço do exército alemão (ainda em atividade)
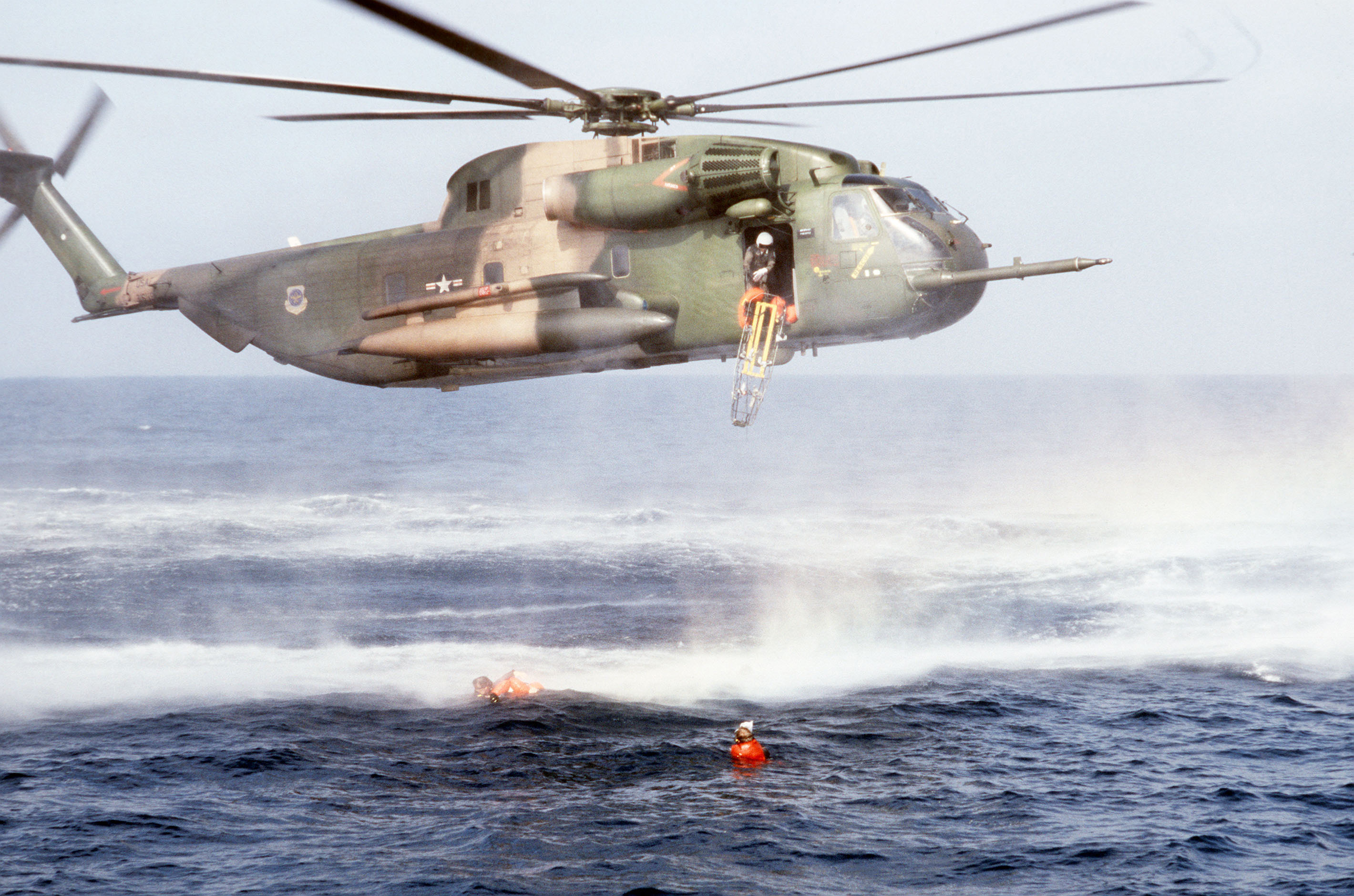
Um HH-53C, apelidado de Super Jolly Green Giant (Helicóptero de salvamento).
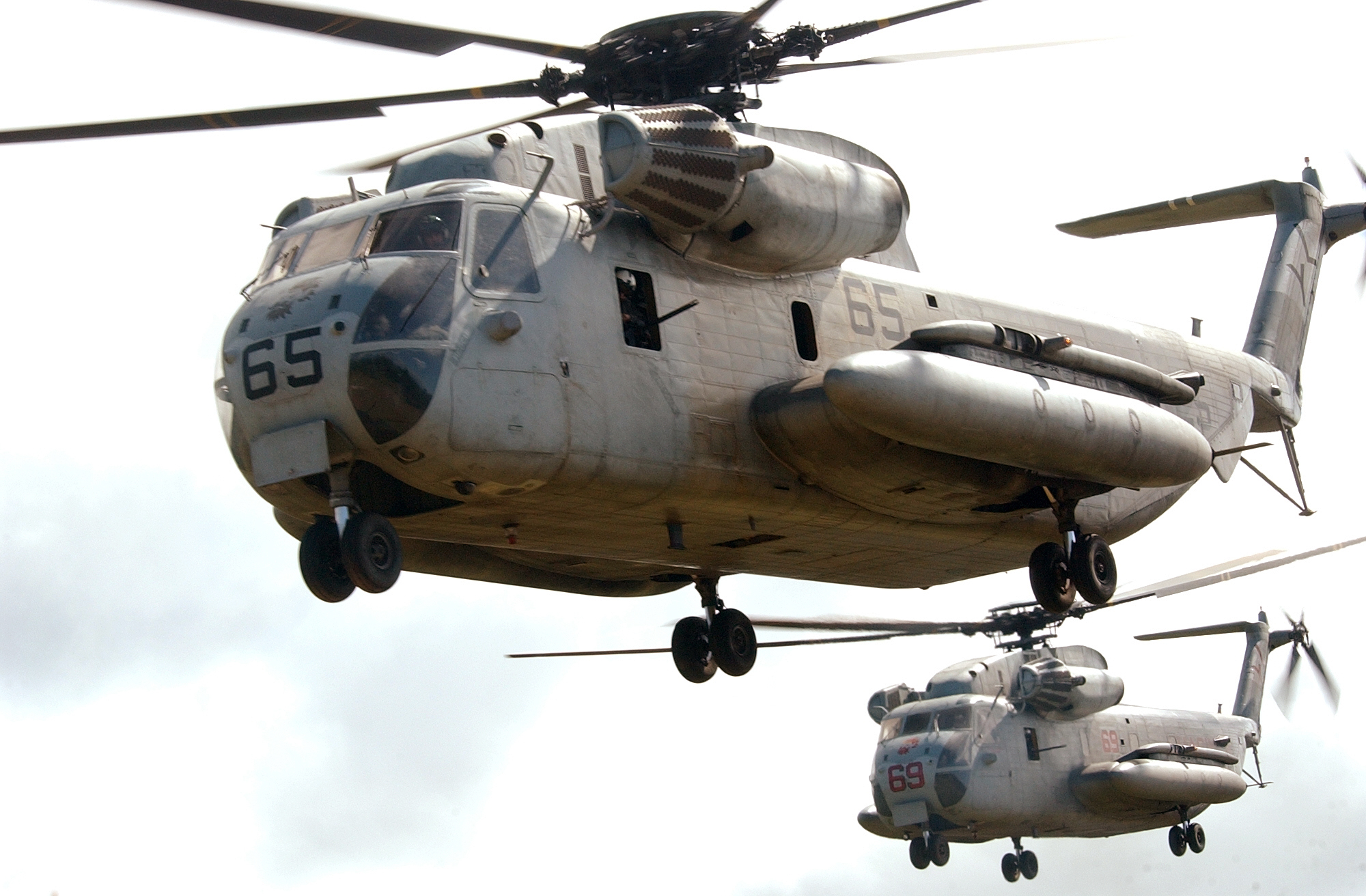
Um grupo de CH-53D americanos.